# Joaquin Phoenix
Joaquin Rafael Phoenix, nato Joaquin Rafael Bottom (Río Piedras, San Juan, 28 ottobre 1974), è un attore statunitense.
Considerato uno dei migliori attori della sua generazione, è vincitore di un Premio Oscar, due Golden Globe, due Critics Choice Awards, un Premio BAFTA, un Grammy Award, uno Screen Actors Guild Award, il Prix al Festival di Cannes e la Coppa Volpi al Festival di Venezia.
Ha debuttato sul grande schermo con il film Space Camp - Gravità zero (1986), ricevendo consensi con la performance dell'imperatore Commodo nel film cult Il gladiatore di Ridley Scott, che gli è valsa la sua prima candidatura agli Oscar nella sezione miglior attore non protagonista. Per la sua interpretazione del cantautore Johnny Cash nel film biografico Quando l'amore brucia l'anima - Walk the Line (2005) è stato premiato con il Golden Globe per il miglior attore in un film commedia o musicale e un Grammy Award, ricevendo la sua seconda candidatura agli Oscar come migliore attore protagonista. Nel 2013 ha interpretato il reduce di guerra Freddie Quell nel film drammatico The Master di Paul Thomas Anderson, grazie al quale ha vinto la Coppa Volpi per la migliore interpretazione maschile alla 69ª Mostra internazionale d'arte cinematografica di Venezia e ha ottenuto la sua terza candidatura agli Oscar.
Nel 2020 ha ricevuto il plauso della critica per la sua interpretazione del Joker nell'omonimo film, per il quale ha ricevuto l'Oscar al miglior attore, il Golden Globe per il miglior attore in un film drammatico, il BAFTA al miglior attore protagonista, il Critics' Choice Award al migliore attore e lo Screen Actors Guild Award per il miglior attore cinematografico.
Joaquin Phoenix è un attivista per i diritti degli animali, la pace e l'ambiente (in particolare, Phoenix appoggia le proteste contro il cambiamento climatico promosse da Jane Fonda, svolte ogni venerdì davanti a Capitol Hill).

## Biografia
Joaquin Phoenix nasce il 28 ottobre 1974 a Río Piedras, una circoscrizione di San Juan (in Porto Rico), da genitori statunitensi. Il padre, John Lee Bottom, nativo di Fontana (in California), era di religione cattolica e di origini inglesi, tedesche e francesi, mentre la madre, Arlyn Sharon Dunetz, era nata nel Bronx (New York) da una famiglia ebraica di origini russe ed ungheresi. È il terzo di cinque figli, dopo River (1970-1993) e Rain (n. 1972) e prima di Liberty (n. 1976) e Summer (n. 1978). Joaquin è l'unico che non porta un nome ispirato alla natura; sentendosi escluso, a quattro anni decise di farsi chiamare Leaf (in inglese "foglia"), nome che utilizzò anche come attore fino all'età di 15 anni.

I genitori si conobbero in California nel 1968: John diede un passaggio in auto ad Arlyn, che stava facendo l'autostop dopo aver abbandonato il tetto famigliare a New York. Si sposarono l'anno seguente e vissero per qualche tempo presso varie comunità hippy sparse per gli Stati Uniti, divenendo poi missionari dell'organizzazione religiosa (allora setta controversa) dei Bambini di Dio in America Latina. Delusi poi dai Bambini di Dio per le sue regole controverse riguardanti la prostituzione, i genitori di Joaquin rientrarono in Patria nel 1978, stabilendosi a Winter Park, in Florida, dove in seguito cambiarono legalmente cognome in "Phoenix", in riferimento alla figura mitologica dell'araba fenice che risorge sempre dalle proprie ceneri, simboleggiando così un nuovo inizio per la loro famiglia.

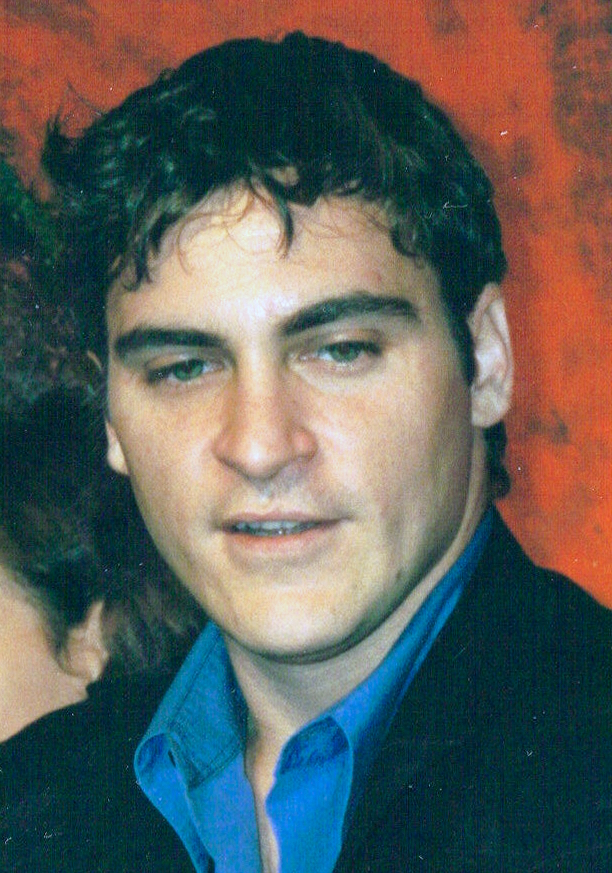
Joaquin Phoenix al Festival di Cannes 2000

Trasferitosi a Los Angeles, nel quartiere di North Hollywood, la madre cominciò a lavorare come segretaria per l'emittente NBC e il padre come architetto di esterni. In ristrettezze economiche, i figli dei Phoenix cominciarono a esibirsi in strada ed in varie competizioni ad Hollywood, dove vennero notati dalla talent scout Iris Burton. Parteciparono ad una selezione di casting cinematografico, venendo scritturati dalla regista Penny Marshall per la Paramount.
Joaquin esordirà nel 1982 nella serie televisiva statunitense Sette spose per sette fratelli, dove il fratello River era uno degli interpreti principali. Seguendo le orme dei fratelli maggiori River e Rain, debutterà in una pellicola cinematografica nel 1986, Space Camp - Gravità zero, diretto da Harry Winer. Dopo aver preso parte al film di Ron Howard Parenti, amici e tanti guai (Parenthood) nel 1989, decise di abbandonare le scene, seguendo il padre, separatosi dalla moglie, in Messico. I genitori divorzieranno legalmente nel 1997.
Rientrato negli Stati Uniti, è uno dei testimoni della morte del fratello River, avvenuta per un'overdose di droghe al Viper Room, un club alla moda in parte di proprietà di Johnny Depp, la notte di Halloween del 1993. Johnny Depp era presente quella sera nel locale, così come la fidanzata di River Samantha Mathis e i musicisti Corey Taylor, Flea e John Frusciante, amici da tempo. Dopo essere stato visto a colloquio con alcuni spacciatori, River uscì dal locale in condizioni preoccupanti mentre Flea e Depp stavano suonando sul palco; i due si precipitarono fuori, mentre Joaquin chiamava il numero di soccorso pubblico 911.
I soccorsi non arrivarono però in tempo: quando l'ambulanza giunse sul luogo River era già morto sul marciapiede. La drammatica telefonata di Joaquin al 911, nella quale in preda alle lacrime cercava di notificare al centralino dei soccorsi se il fratello - in preda alle convulsioni - respirasse ancora, venne registrata per poi esser proposta su varie trasmissioni radio e TV in relazione alla divulgazione della tragica dipartita di River.
A seguito del decesso di River e dell'atteggiamento invadente e irrispettoso dei media nella sua vita privata (un fotografo d'assalto fece addirittura irruzione nella camere ardente per poter immortalare il cadavere espostovi dell'attore, rivendendosi poi lo scatto al National Enquirer), Joaquin si allontanò da Hollywood per la seconda volta, salvo rifar marcia indietro nel 1995, quando venne scritturato dal regista Gus Van Sant nella sua acclamata prova d'autore Da morire (To Die For).
Le favorevoli recensioni della critica lo porteranno ad interpretare ruoli sempre più complessi e significativi in film come U Turn - Inversione di marcia (1997) di Oliver Stone, Innocenza infranta (Inventing the Abbotts, 1997) di Pat O'Connor, 8mm - Delitto a luci rosse (1998) e Il tempo di decidere (Return to Paradise, 1998). Nel 2000 recita in The Yards (2000) di James Gray e ne Il gladiatore (The Gladiator) di Ridley Scott, in cui si distingue nel ruolo che lo consacrerà a livello mondiale, cioè lo spietato imperatore romano Commodo, e per il quale riceve la sua prima candidatura al Premio Oscar. Nello stesso anno, si segnala anche per l'interpretazione dell'Abbé de Coulmier, amico e protettore del Marchese de Sade (interpretato da Geoffrey Rush), nel film Quills - La penna dello scandalo di Philip Kaufman, mentre l'anno seguente è protagonista del film satirico Buffalo Soldiers di Gregor Jordan, feroce critica all'esercito degli Stati Uniti.
Tra il 2002 ed il 2004 prende parte a film quali i thriller Signs e The Village, entrambi di M. Night Shyamalan, ed i drammatici Squadra 49 (Ladder 49) di Jay Russell ed Hotel Rwanda di Terry George, mentre nel 2005 interpreta il musicista Johnny Cash nel film biografico Quando l'amore brucia l'anima - Walk the Line di James Mangold, per il quale vince un Golden Globe per la migliore interpretazione da protagonista nella sezione commedia-musical ed una seconda candidatura all'Oscar, che non riesce però a vincere, battuto da Philip Seymour Hoffman con Capote. Ha inoltre prestato la propria voce, nel 2003, al personaggio di Kenai nel film d'animazione Koda, fratello orso (Brother Bear) e, nel 2005, in qualità di narratore, nel documentario antispecista Earthlings, incentrato sulla correlazione tra la natura, gli animali e gli interessi economici degli esseri umani. Nel 2007 torna a lavorare con il regista James Gray nel film I padroni della notte (We Own the Night), e figura poi, nello stesso anno, nel film Reservation Road, dove lavora di nuovo per il regista Terry George, mentre l'anno seguente è protagonista di Two Lovers, nuovamente di Gray.
Alla fine del 2008, l'attore sorprese l'ambiente hollywoodiano quando, di punto in bianco, dichiarò che si sarebbe ritirato permanentemente dal mondo della recitazione per potersi dedicare ad un'inedita carriera da rapper sotto la vigile supervisione artistica del celebre Sean "Puff Daddy" Combs, annunciando in contemporanea che si sarebbe fatto riprendere dall'amico ed allora cognato Casey Affleck in un documentario con il proposito di registrare questa sua transizione artistico-esistenziale. L'11 febbraio del 2009, l'attore fu ospite del David Letterman Show contestualmente alla campagna promozionale di Two Lovers, che a quanto pare sarebbe stato il suo ultimo film; Phoenix, che portava una folta barba ed indossava un completo nero e dei grossi occhiali da sole, rispose in modo confuso e svogliato ad ogni singola domanda del presentatore con borbottii e mugugni, mostrandosi inoltre molto infastidito dalle continue risate del pubblico. Alla fine dell'intervista, Letterman ringraziò Joaquin, dicendo «Mi dispiace che tu non sia potuto essere qui stasera». Soltanto successivamente, dopo l'uscita nelle sale del suo documentario a dir poco grottesco Joaquin Phoenix - Io sono qui! (I'm Still Here), l'attore, in una nuova intervista resa al David Letterman Show il 22 settembre del 2010, rivelò di come tutta la faccenda - compresa la sua bizzarra intervista da Letterman nell'anno scorso - rientrasse come materiale da ripresa in un falso documentario d'impronta satirica incentrato sul tema della celebrità e del suo rapporto intercorrente con i massmedia ed il grande pubblico; la pellicola venne poi presentata fuori concorso alla 67ª Mostra internazionale d'arte cinematografica di Venezia.
Nel 2012 è protagonista del film di Paul Thomas Anderson The Master, pellicola ispirata alla storia della fondazione del movimento di Scientology, per il quale riceve la Coppa Volpi per la migliore interpretazione maschile alla 69ª Mostra internazionale d'arte cinematografica di Venezia (2012) e la sua terza candidatura come miglior attore protagonista agli Oscar (2013), dove è però battuto da Daniel Day-Lewis con il film Lincoln di Steven Spielberg. Nel 2013 figura tra i protagonisti del film C'era una volta a New York (The Immigrant) di James Gray (è alla sua quarta collaborazione con Gray), mentre, lo stesso anno, è protagonista del film di Spike Jonze Lei (Her), toccante e bizzarra storia d'amore, ambientata in un futuro prossimo, tra uno scrittore recentemente divorziato e Samantha, un sistema operativo (doppiato, nella versione originale, da Scarlett Johansson), che si aggiudica il premio Oscar per la miglior sceneggiatura originale.
L'anno seguente, lavora nuovamente con Paul Thomas Anderson in Vizio di forma (Inherent Vice), trasposizione dell'omonimo romanzo di Thomas Pynchon, in cui interpreta il ruolo dell'investigatore privato Larry "Doc" Sportello. Nel 2015 è invece protagonista della commedia drammatica realizzata da Woody Allen Irrational Man, dove è affiancato, come interpreti femminili, da Emma Stone e Parker Posey. Nel 2017 è protagonista della pellicola A Beautiful Day - You Were Never Really Here di Lynne Ramsay, dove interpreta un veterano impegnato a salvare un gruppo di ragazze coinvolte in un pericoloso giro di prostituzione. Il film è stato presentato al Festival di Cannes, dove l'attore ha vinto il premio alla migliore interpretazione maschile.

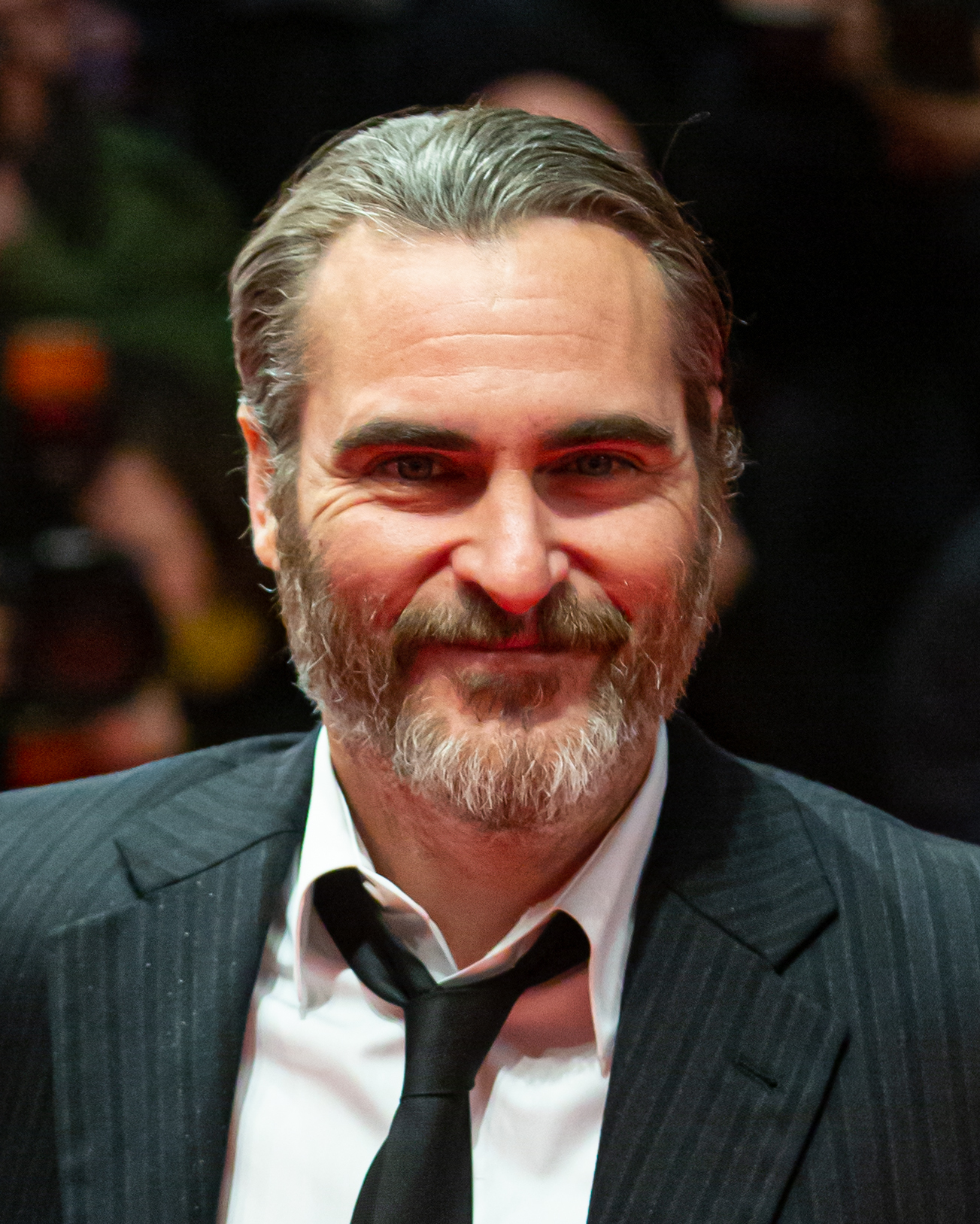
Joaquin Phoenix al Festival di Berlino 2018

Il 2018 lo vede impegnato nelle riprese del biopic Don't Worry (Don't Worry, He Won't Get Far on Foot) di Gus Van Sant, dove veste i panni del fumettista paraplegico John Callahan, in vita conosciuto per le sue macabre e grottesche storie illustrate con spesso, per protagonisti, personaggi affetti da debilitanti handicap (ritornando così a lavorare con il regista dopo quasi vent'anni dai tempi di Da morire), del film Maria Maddalena (Mary Magdalene) di Garth Davis, incentrato sulla figura della Maddalena (interpretata dalla compagna Rooney Mara), in cui veste i panni di Gesù di Nazareth, e della commedia western I fratelli Sisters (The Sisters Brothers) di Jacques Audiard (qui al suo esordio con un lungometraggio in lingua inglese), trasposizione dell'omonimo romanzo dello scrittore canadese Patrick deWitt, dove divide la scena con John C. Reilly nel ruolo degli eponimi protagonisti.
Nel 2019 veste i panni del cattivo Joker nell'omonimo film incentrato sulla genesi della celebre nemesi di Batman, targato DC Comics. Per coprire questo ruolo l'attore dichiara di aver perso circa 23 kg sotto la guida di dottori specialisti. Grazie all'interpretazione nel film, diretto da Todd Phillips, riceve un Golden Globe nella sezione miglior attore in un film drammatico, un BAFTA per il miglior attore, un Critics Choice Award come miglior attore e il premio Oscar come miglior attore protagonista.
Nel 2020, Phoenix è stato produttore esecutivo di Gunda, diretto da Viktor Kossakovsky. L'acclamato documentario segue la vita quotidiana di un maiale, due mucche e un pollo con una zampa. Nello stesso anno, Phoenix è stato inserito nell'elenco dei 25 più grandi attori del 21º secolo dal New York Times . L'elenco è stato compilato dai famosi critici Manohla Dargis e AO Scott e il paragrafo di Phoenix è stato scritto dal suo frequente collaboratore, il regista James Gray.
Nel 2021, ha recitato nel dramma di Mike Mills C'mon C'mon, nel ruolo di Johnny, un giornalista radiofonico che intraprende un viaggio attraverso il paese con il suo giovane nipote. Il film è stato presentato in anteprima al 48°Telluride Film Festival con acclamazione universale e ha ottenuto la migliore media per sede per un'uscita limitata dall'inizio della pandemia di COVID-19.
Nel 2023 recita nella commedia horror surreale Beau Is Afraid di Ari Aster nei panni del protagonista Beau, un uomo di mezz'età che inizierà un viaggio simbolico e pieno di pericoli per raggiungere la madre.
Lo stesso anno interpreta Napoleone Bonaparte nell'omonima pellicola diretta da Ridley Scott (la sua seconda collaborazione col regista dopo Il Gladiatore).
Si riunirà anche con la regista Lynne Ramsay per un film in uscita chiamato Polaris, con la compagna e collega Rooney Mara.
Riprenderà il ruolo di Joker nel seguito Joker: Folie a Deux, diretto sempre da Todd Phillips, dove sarà affiancato da Lady Gaga nei panni di Harley Quinn; l'uscita del film è prevista per il 2 ottobre 2024.
Sarà inoltre protagonista con Mara del thriller drammatico di Pawel Pawlikowski The Island.
Collaborerà nuovamente col regista Ari Aster per Eddington, una commedia nera western contemporanea americana di prossima uscita.

## Vita privata
Phoenix è stato fidanzato con l'attrice Liv Tyler, con la quale ha condiviso la scena in Innocenza infranta, dal 1995 al 1998, con la modella sudafricana Topaz Page-Green dal 2001 al 2005. Nel 2012 ha avuto una relazione, durata circa un anno, con la modella Heather Christie. A seguito, è stato fidanzato con la disc jockey, modella e fashion designer Allie Teilz dal 2013 al 2015.
Nell'aprile del 2005, Phoenix si fece ricoverare per alcolismo presso una clinica di riabilitazione. L'attore fu protagonista anche d'un singolare episodio: il 26 gennaio 2006, mentre percorreva una strada di montagna poco fuori dalla zona di Hollywood, Phoenix perse il controllo della propria auto, finendo fuori strada e ribaltando rovinosamente la propria vettura. Scosso e frastornato per l'incidente, sentì d'un tratto qualcuno che bussava al suo finestrino, e che, dopo aver sfondato il vetro del bagagliaio, lo aiutò ad uscire dalle lamiere della sua vettura; si trattava del regista tedesco Werner Herzog, che, una volta sopraggiunti i soccorsi, se ne andò prima che Phoenix potesse ringraziarlo. Appassionato di karate, ha conseguito la cintura nera.
Dal 2016 è legato sentimentalmente all'attrice Rooney Mara. I due convivono nelle Hollywood Hills dal maggio 2017. Nel settembre 2019 viene annunciato il fidanzamento. Nell'agosto 2020 nasce il loro primo figlio, River, chiamato così in onore del fratello maggiore di Joaquin, morto per overdose nel 1993 a 23 anni. Nel giugno 2024 arriva la seconda nascita senza darne un annuncio ufficiale, la coppia è attenta a mantenere i loro figli lontano dai riflettori.
Nel settembre 2024, Joaquin Phoenix ufficializza il matrimonio con Rooney Mara durante il podcast Talk Easy.

## Attivismo
Joaquin Phoenix è vegano dall'età di tre anni ed è un attivista sociale per i diritti degli animali e per l'ambiente. Ha, infatti, supportato diverse organizzazioni ed associazioni umanitarie nel corso degli anni, come Amnesty International, The Art of Elysium, HEART e la Peace Alliance, quest'ultima impegnata nel promuovere la creazione di un "Dipartimento della Pace" negli Stati Uniti, ed è membro del consiglio d'amministrazione del The Lunchbox Fund, un'organizzazione non-profit che provvede alla distribuzione di pasti pronti agli studenti più indigenti di Soweto, in Sudafrica.
È inoltre membro della PETA e della In Defense of Animals, per le quali ha attivamente preso parte alle loro campagne di sensibilizzazione in materia di diritti degli animali e di promozione del veganismo. Nel 2005, in virtù del lavoro svolto per il documentario anti-specista Earthlings, è stato insignito dalla PETA con l'Humanitarian Award; nel 2015 partecipa come narratore, assieme ad altre celebrità vegane, quali Jessica Chastain, Ellen DeGeneres e Pamela Anderson, al documentario Unity, secondo capitolo di un'ideale trilogia comprendente il precedente Earthlings.
L'attore ha poi partecipato alle campagne di consapevolezza, promosse dalla PETA e dall'organizzazione Mercy for Animals, in merito al supporto mostrato dalla Walmart nei confronti della crudeltà sui maiali d'allevamento ed alla brutale realtà dell'industria manifatturiera della pelle di cane in Cina. Nel 2013, Phoenix ha inoltre preso parte ad un breve cortometraggio girato dalla PETA, dove "affogando" narrava: «Nell'acqua, gli umani affogano proprio come sulla terraferma soffocano i pesci. Mettiti nei loro panni. Cerca di immedesimartici». L'ABC si rifiutò di mandare in onda il corto durante la serata degli Oscar, dove l'attore era candidato come miglior attore protagonista per The Master, a causa della sua natura, a loro dire, "controversa". L'attore è stato anche arrestato il 10 gennaio 2020 mentre era a Washington ad una manifestazione per il clima guidata dall'attrice Jane Fonda.

## Filmografia

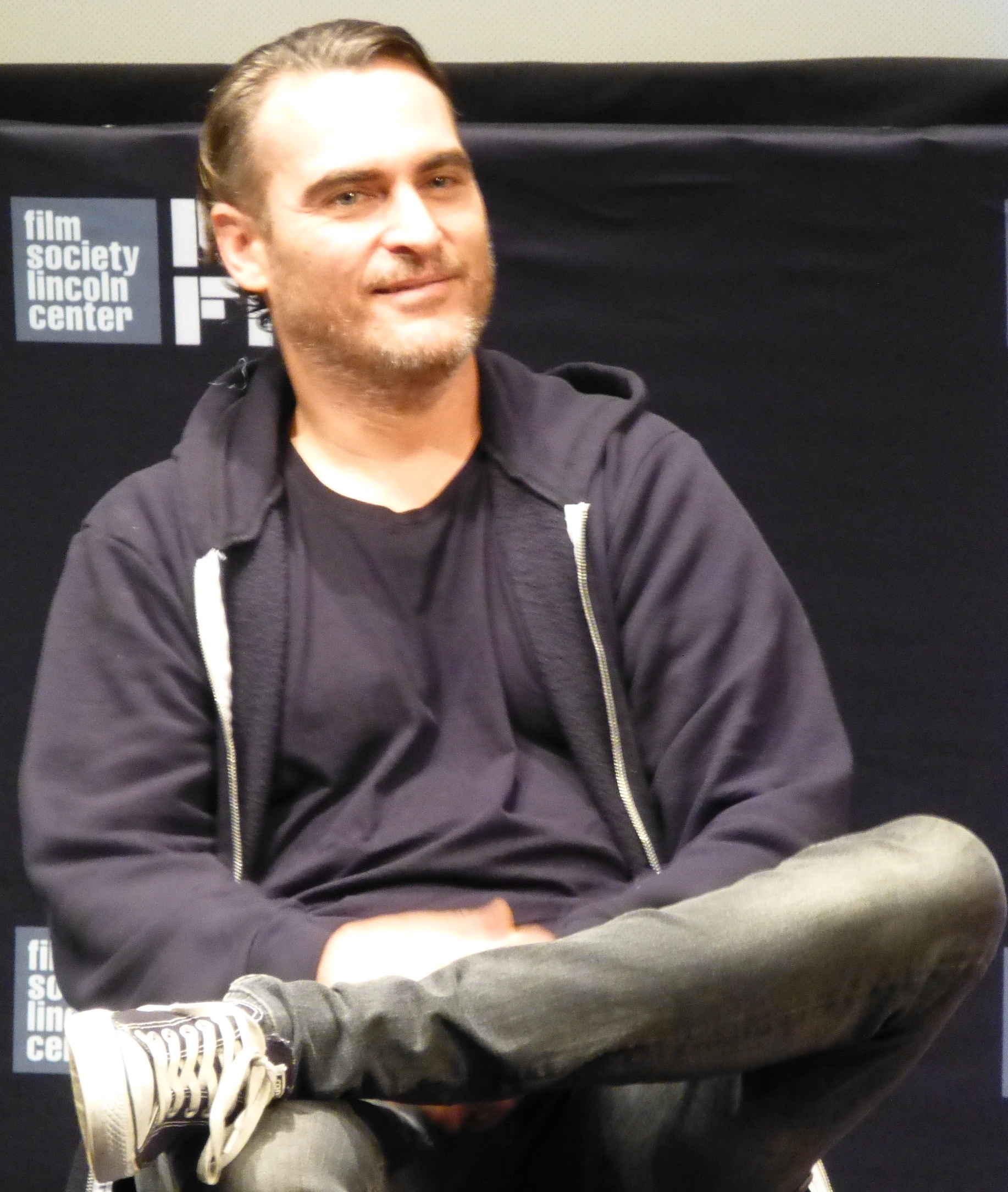
Joaquin Phoenix a New York nel 2014

### Attore

#### Cinema
- Space Camp - Gravità zero (Space Camp), regia di Harry Winer (1986)
- Mamma ho acchiappato un russo (Russkies), regia di Rick Rosenthal (1987)
- Parenti, amici e tanti guai (Parenthood), regia di Ron Howard (1989)
- Da morire (To Die For), regia di Gus Van Sant (1995)
- U Turn - Inversione di marcia (U Turn), regia di Oliver Stone (1997)
- Innocenza infranta (Inventing the Abbotts), regia di Pat O'Connor (1997)
- Il tempo di decidere (Return to Paradise), regia di Joseph Ruben (1998)
- Il sapore del sangue (Clay Pigeons), regia di David Dobkin (1998)
- 8mm - Delitto a luci rosse (8 mm), regia di Joel Schumacher (1998)
- The Yards, regia di James Gray (2000)
- Il gladiatore (Gladiator), regia di Ridley Scott (2000)
- Quills - La penna dello scandalo (Quills), regia di Philip Kaufman (2000)
- Buffalo Soldiers, regia di Gregor Jordan (2001)
- Signs, regia di M. Night Shyamalan (2002)
- Le forze del destino (It's All About Love), regia di Thomas Vinterberg (2003)
- The Village, regia di M. Night Shyamalan (2004)
- Squadra 49 (Ladder 49), regia di Jay Russell (2004)
- Hotel Rwanda, regia di Terry George (2004)
- Quando l'amore brucia l'anima - Walk the Line (Walk the Line), regia di James Mangold (2005)
- I padroni della notte (We Own the Night), regia di James Gray (2007)
- Reservation Road, regia di Terry George (2007)
- Two Lovers, regia di James Gray (2008)
- Joaquin Phoenix - Io sono qui! (I'm Still Here), regia di Casey Affleck – documentario (2010)
- The Master, regia di Paul Thomas Anderson (2012)
- C'era una volta a New York (The Immigrant), regia di James Gray (2013)
- Lei (Her), regia di Spike Jonze (2013)
- Vizio di forma (Inherent Vice), regia di Paul Thomas Anderson (2014)
- Irrational Man, regia di Woody Allen (2015)
- A Beautiful Day - You Were Never Really Here (You Were Never Really Here), regia di Lynne Ramsay (2017)
- Don't Worry (Don't Worry, He Won't Get Far on Foot), regia di Gus Van Sant (2018)
- Maria Maddalena (Mary Magdalene), regia di Garth Davis (2018)
- I fratelli Sisters (The Sisters Brothers), regia di Jacques Audiard (2018)
- Joker, regia di Todd Phillips (2019)
- C'mon C'mon, regia di Mike Mills (2021)
- Beau ha paura (Beau Is Afraid), regia di Ari Aster (2023)
- Napoleon, regia di Ridley Scott (2023)
- Joker: Folie à Deux, regia di Todd Phillips (2024)
- Eddington, regia di Ari Aster (2025)

#### Televisione
- Sette spose per sette fratelli (Seven Brides for Seven Brothers) - serie TV (1982)
- Six Pack - serie TV (1983)
- Mr. Smith - serie TV (1983)
- ABC Afterschool Specials - serie TV (1984)
- Professione pericolo - serie TV (1984)
- Hill Street giorno e notte - serie TV (1984)
- La signora in giallo (Murder, She Wrote) - serie TV, episodio 1x07 (1984)
- Vittime del silenzio - serie TV (1985)
- Anything for Love - serie TV (1985)
- Alfred Hitchcock presenta (Alfred Hitchcock Presents) - serie TV (1986)
- Morningstar/Eveningstar - serie TV (1986)

### Doppiatore
- Koda, fratello orso, regia di Aaron Blaise e Robert Walker (2003)

## Riconoscimenti
- Premio Oscar
  - 2001 – Candidatura al migliore attore non protagonista per Il gladiatore
  - 2006 – Candidatura al migliore attore per Quando l'amore brucia l'anima - Walk the Line
  - 2013 – Candidatura al migliore attore per The Master
  - 2020 – Migliore attore per Joker
- Golden Globe
  - 2001 – Candidatura al migliore attore non protagonista per Il gladiatore
  - 2006 – Migliore attore in un film commedia o musicale per Quando l'amore brucia l'anima - Walk the Line
  - 2013 – Candidatura al migliore attore in un film drammatico per The Master
  - 2014 – Candidatura al migliore attore in un film commedia o musicale per Lei
  - 2015 – Candidatura al migliore attore in un film commedia o musicale per Vizio di forma
  - 2020 – Migliore attore in un film drammatico per Joker
  - 2024 - Candidatura al miglior attore in un film commedia o musicale per Beau ha paura
- Premi BAFTA
  - 2001 – Candidatura al migliore attore non protagonista per Il gladiatore
  - 2006 – Candidatura al migliore attore per Quando l'amore brucia l'anima - Walk the Line
  - 2013 – Candidatura al migliore attore per The Master
  - 2020 – Migliore attore per Joker
- Screen Actors Guild Awards
  - 2001 – Candidatura al miglior cast per Il gladiatore
  - 2001 – Candidatura al migliore attore non protagonista per Il gladiatore
  - 2005 – Candidatura al miglior cast per Hotel Rwanda
  - 2006 – Candidatura al migliore attore per Quando l'amore brucia l'anima - Walk the Line
  - 2020 – Migliore attore per Joker

## Doppiatori italiani
Nelle versioni in italiano delle opere in cui ha recitato, Joaquin Phoenix è stato doppiato da:
- Fabio Boccanera in Da morire, Il tempo di decidere, Il sapore del sangue, Quills - La penna dello scandalo, Quando l'amore brucia l'anima - Walk the Line, I padroni della notte, Two Lovers, C'era una volta a New York, Lei, Vizio di forma, Irrational Man, A Beautiful Day - You Were Never Really Here, Don't Worry, I fratelli Sisters, C'mon C'mon, Beau ha paura, Eddington
- Francesco Bulckaen in The Yards, Il gladiatore, Buffalo Soldiers, Signs, The Village, Hotel Rwanda
- Adriano Giannini in The Master, Maria Maddalena, Joker, Napoleon, Joker: Folie à Deux
- Riccardo Rossi in U Turn - Inversione di marcia, Squadra 49
- Francesco Pezzulli in Space Camp - Gravità zero
- Federico Fallini in Parenti, amici e tanti guai
- Vittorio De Angelis in Innocenza infranta
- Francesco Pannofino in 8mm - Delitto a luci rosse
- Giorgio Borghetti in Le forze del destino
- Vittorio Guerrieri in Reservation Road
- Gianluca Iacono in Joaquin Phoenix - Io sono qui!

Da doppiatore è sostituito da:
- Stefano Crescentini in Koda, fratello orso